# Акцессорные минералы
Акцессорные минералы (лат. accessorius — добавочный) — минералы, входящие в состав горных пород в очень малых количествах (<1 %) и потому не влияющие на классификацию основной породы. К акцессорным минералам относятся апатит, циркон, турмалин, танталит, гранаты, ортит, титанит, флюорит, топаз, магнетит, ильменит, пирит (чаще имеет аутигенное происхождение), рутил, монацит и другие. Велико значение акцессорных минералов редких металлов (тантал-ниобаты). По характеру акцессорных минералов может быть установлено родство и происхождение горных пород.